# Trichobrotica sexplagiata
Trichobrotica sexplagiata es una especie de insecto coleóptero de la familia Chrysomelidae.
Fue descrita científicamente en 1878 por Jacoby.